# Alfred Rhyner
Alfred Rhyner (* 17. Februar 1915 in Schönenwerd; † 19. Mai 1975 in Ronco sopra Ascona; heimatberechtigt in Elm) war ein Schweizer Unternehmer.

## Leben
Alfred Rhyner war ein Sohn von Kaspar Rhyner, Fuhrhalter und später Schweinezüchter, und Bertha Schwendimann. Er heiratete Maria Walker, Tochter von Severin Walker.
Er besuchte die Sekundarschule in Neukirch (Gemeinde Egnach). Anschliessend absolvierte er eine Lehre als Zimmermann. Er bildete sich intensiv im Baufach weiter. Rhyner übernahm als selbstständiger Bauführer Kavernen- und Bunkerbauten für die Armee sowie Stollenbauten für Kraftwerke. Ab 1942 experimentierte er mit der Herstellung von Fluoreszenzröhren. 1946 gründete Rhyner die Fluora Leuchten GmbH in Herisau. Diese gehörte in den 1980er Jahren zu den drei wichtigsten Schweizer Herstellern von Beleuchtungskörpern. 1947 wurde sein Bruder Paul Rhyner Teilhaber und kaufmännischer Leiter.